# Châteauvallon (scène nationale)
Pour les articles homonymes, voir Châteauvallon.

Châteauvallon-Liberté, scène nationale est un lieu culturel prestigieux de la commune d'Ollioules dans le Var créé en 1964 autour d'une bastide. Châteauvallon est labelisé Architecture contemporaine remarquable.

## Histoire
Le fortin du XIe siècle est reconstruit en bastide XVIIe, puis laissé en ruine. En 1964, sous l'impulsion de  Gérard Paquet, Colette Paquet son épouse et Henri Komatis, le site est restauré et converti en Centre Culturel consacré à la réflexion, aux arts et à la transmission des connaissances. 
À partir de 1966, un petit théâtre extérieur, l'amphithéâtre de plein-air, puis un théâtre couvert, des studios et des hébergements, sont construits.
Dans les années 1970, des artistes et des musiciens célèbres, des penseurs ont forgé une réputation internationale au lieu grâce au premier festival de jazz, retransmis en direct à la télévision et à la radio. Tous les musiciens légendaires s'y sont côtoyés, Paul McCartney, Joan Baez ou Maria Casarès.
Dans le domaine de la danse contemporaine, on y note le passage de Dominique Dupuy, du ballet Félix Blaska, des ballets Joseph Russillo, du Théâtre du Silence, de Alwin Nikolais Dance Company.
Dans les années 1980, des célébrités y présentent leurs spectacles (Maurice Béjart), des peintres leurs œuvres (Claude Morini), des colloques impliquant des personnalités scientifiques de premier plan sont également organisés (Ilya Prigogine Prix Nobel de chimie, Boris Cyrulnik, Edgar Morin, Fernand Braudel)
En octobre 1986, décès d'Henri Komatis. 
Le 21 février 1987, François Léotard, ministre de la culture et ancien député du Var, officialise un nouveau nom, le Théâtre national de la danse et de l'image, maintenant Gérard Paquet à la direction.
En 1996, le maire Front national de Toulon Jean-Marie Le Chevallier et le préfet du Var Jean-Charles Marchiani exigent du directeur du Théâtre de déprogrammer un spectacle de Rap du groupe Suprême NTM. À la suite de cette affaire et du refus de Gérard Paquet des subventions de la mairie Front National, la procédure judiciaire aboutit à la dissolution de l'Association Châteauvallon et au licenciement de son Directeur/Fondateur.
En 1998, une nouvelle association est créée sous le nom de Centre national de création et de diffusion culturelles (CNCDC) et placée sous la direction de Christian Tamet, avec le soutien financier du Ministère de la Culture (à hauteur de 50 %), de la Région Provence-Alpes-Côte d'Azur, du Conseil général du Var. La ville d’Ollioules assume la gestion du site. Le projet de Christian Tamet affirme le caractère résolument pluridisciplinaire et international d’une programmation centrée sur le spectacle vivant.
En 2003, la gestion passe à la Communauté d'agglomération Toulon Provence Méditerranée.
En 2015, l’association Centre National de Création et de Diffusion Culturelles a 17 ans d’existence, avec près de 50 000 spectateurs et environ 90 représentations par an. Elle affiche un taux de fréquentation annuel de plus de 90%. Châteauvallon fête cette année ses 50 ans.
Le label « scène nationale » est attribué à l’association Union Châteauvallon-Liberté, regroupant deux structures : Châteauvallon, scène nationale et la scène nationale Le Liberté.

## La structure

### Amphithéâtre
L'amphithéâtre de plein air construit dans les années 1960 comporte 1167 places.

### Le théâtre couvert

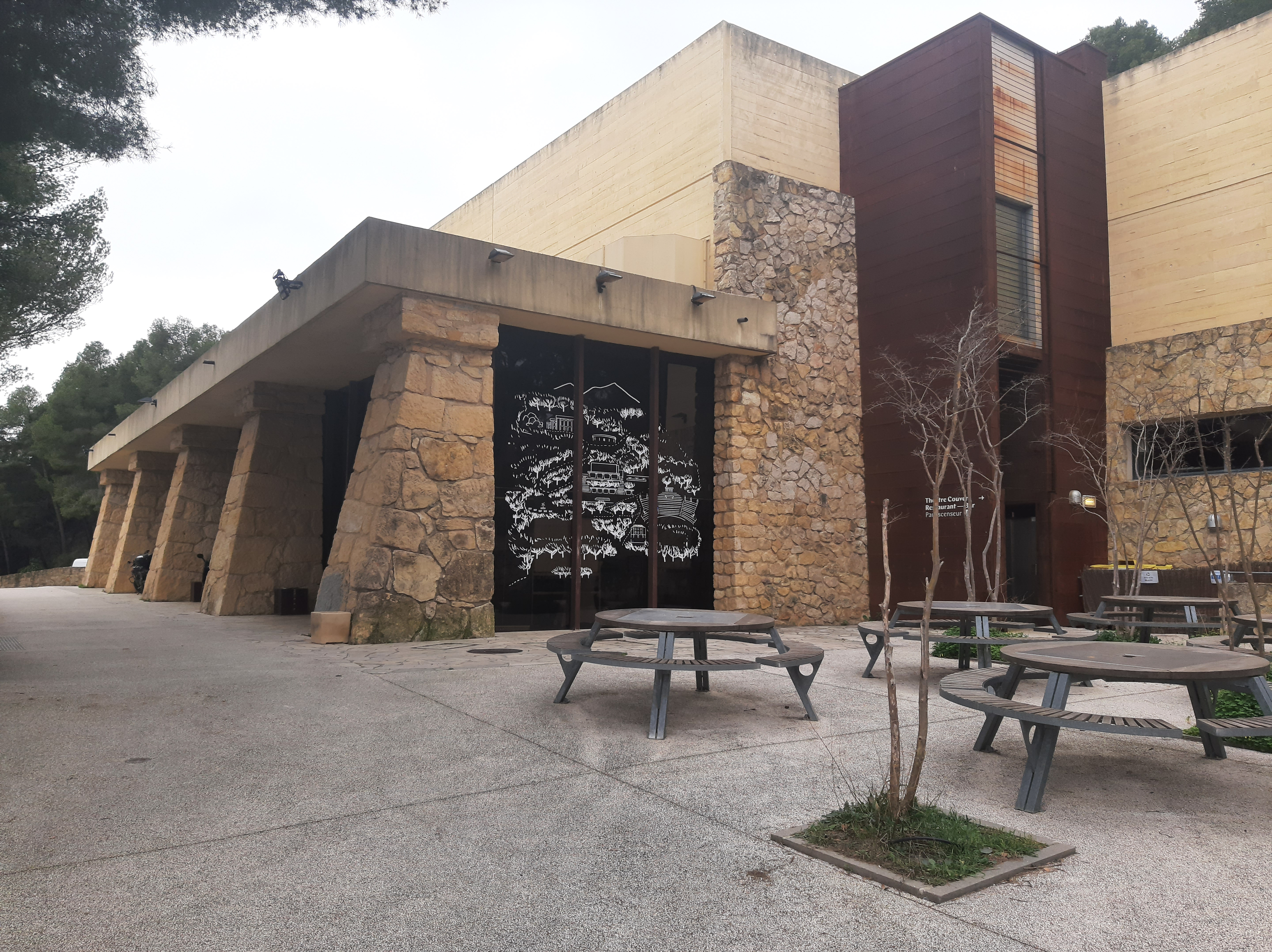
Entrée du théâtre couvert

Le théâtre couvert a été rénové en 2005. Équipé de gradins rétractables et modulables, le Théâtre couvert a l’avantage d’accueillir toutes les formes de spectacles, du frontal au quadrifrontal, en places assises ou en concert debout.
D’une capacité de 400 à 800 places, il accueille des évènements toute la saison de septembre à juin.

### Studios du Baou
Depuis 2013, le grand studio de répétition peut également se transformer en salle de spectacle de 90 places.
Équipé de gradins modulables, le Baou a été pensé pour accueillir les spectacles plus légers en technique mais surtout pour favoriser un rapport de proximité avec le public et apporter un autre regard sur le spectacle et les artistes.